# Ton (pește)

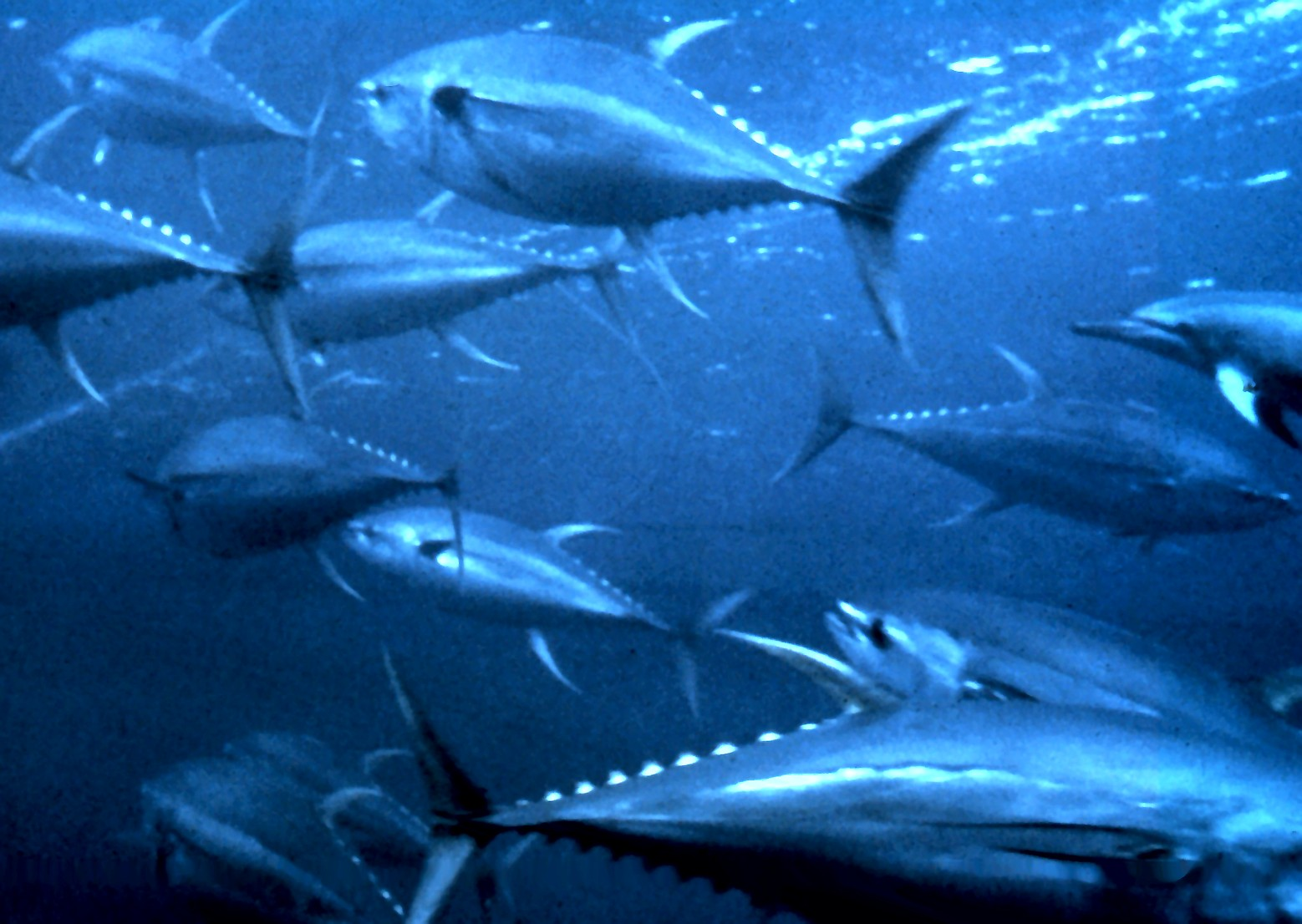
Thunnus albacares

Tonul este o grupă de pești răpitori marini teleosteeni din familia Scombridae, ordinul Perciformes, pești de valoare gustativă și comercială.

## Date generale
O caracterstică a lor este faptul că sunt pești buni înotători care se mișcă necontenit, ei ating o viteză 77 km/h. Corpul lor musculos este fuziform, iar înotătoarea codală este în formă de seceră. Temperatura corpului lor prin mișcarea necontenită este mai ridicat cu 1 grad Celsius decât a apei în care se găsesc.
Din cauza pescuitului excesiv această specie a dispărut din Marea Neagră.

## Specii

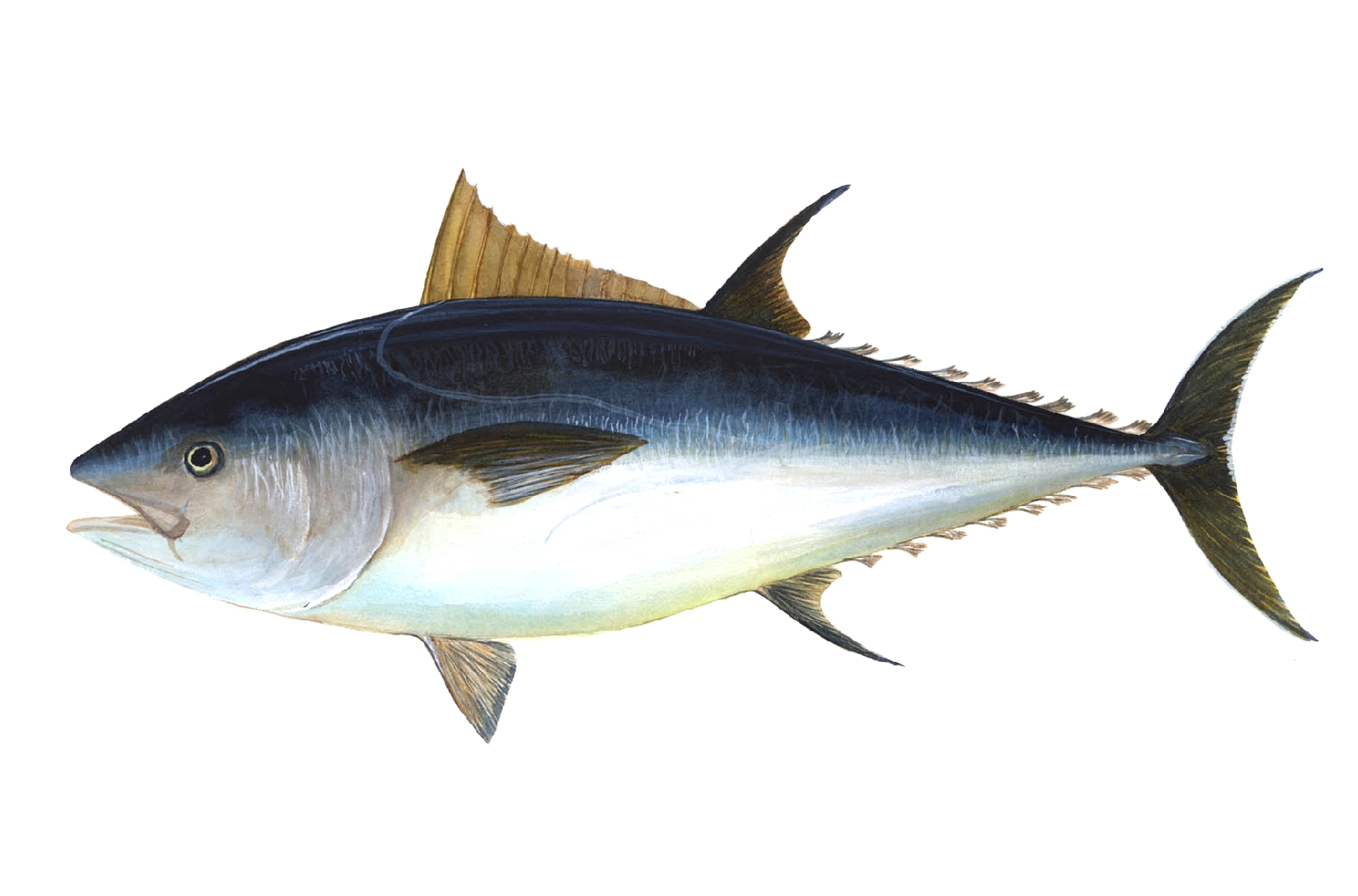
Ton roșu

Până de curând, se presupunea că există șapte specii Thunnus, iar tonul roșu din Atlantic și tonul roșu din Pacific erau subspecii ale unei singure specii. În 1999, Collette a stabilit că, pe baza considerentelor moleculare și morfologice, ele sunt, de fapt, specii distincte.
- Thunnus alalunga Ton alb[5]
- Thunnus albacares Albacora, ton[5]
- Thunnus atlanticus
- Thunnus maccoyii
- Thunnus obesus Ton obez[5]
- Thunnus orientalis
- Thunnus thynnus Ton roșu[5]
- Thunnus tonggol

În limbajul curent sunt numite "ton" și specii care nu fac parte din genul Thunnus, precum: 
- Katsuwonus pelamis Ton dungat
- Euthynnus alletterratus Ton mic
- Auxis rochei Ton negru